# The League
The League é um sitcom estadunidense de comédia, criado por Jeff Schaffer e Jackie Schaffer. Foi exibido pelo FX até o final da terceira temporada entre 29 de outubro de 2009 a 20 de dezembro de 2012. A partir da quinta temporada, a série foi exibida no canal FXX até 9 de dezembro de 2015.
Em 2021, estará disponível na secção Star da versão portuguesa do Disney +.

## Enredo
The League é uma comédia que se passa em Winnetka, no Illinois, que é tratada como um semi-improviso. Ela gira em torno de uma liga virtual de futebol americano, os seus membros e respetivas vidas cotidianas.

## Elenco
- Mark Duplass como Pete Eckhart
- Stephen Rannazzisi como Kevin MacArthur
- Nick Kroll como Rodney Ruxin
- Paul Scheer como Andre Nowzik
- Jon Lajoie como Taco MacArthur
- Katie Aselton como Jenny MacArthur